# The Man with Rain in His Shoes
The Man with Rain in His Shoes é um filme de comédia romântica espanhol-britânico de 1998, escrito pelo cantor e compositor Rafa Russo, dirigido pela cineasta espanhola María Ripoll (sua estreia na direção) e estrelado por Lena Headey, Douglas Henshall, Penélope Cruz, Mark Strong e Elizabeth McGovern. O filme foi lançado com os títulos Twice Upon a Yesterday nos Estados Unidos e If Only... na França, Reino Unido e Austrália.

## Enredo
Victor (Henshall) está desesperado para impedir sua ex-namorada, Sylvia (Headey), a quem ele foi infiel, de se casar com outro homem. Depois de conhecer dois misteriosos garis, ele tem a chance de viajar no tempo e reviver seu romance. No entanto, ele descobre que as coisas se desenvolvem de forma diferente desta vez — Sylvia tem um caso com Dave (Strong), e ela o deixa.

## Elenco
- Douglas Henshall como Victor Bukowski
- Lena Headey como Sylvia Weld
- Penélope Cruz como Louise
- Charlotte Coleman como Alison Hayes
- Mark Strong como Dave Summers
- Neil Stuke como Freddy
- Elizabeth McGovern como Diane
- Inday Ba como Janice
- Paul Popplewell como Simon
- Gustavo Salmerón como Rafael
- Eusebio Lázaro como Don Miguel

## Prêmios
O filme ganhou o prêmio de melhor roteiro em 1998 no Festival de Cinema de Montreal, o Prêmio Gran Angular de 1998 no Festival Internacional de Cinema da Catalunha e o Círculo Pré-columbiano de Bronze no Festival de Cinema de Bogotá de 1999.